# Individuele tijdrit

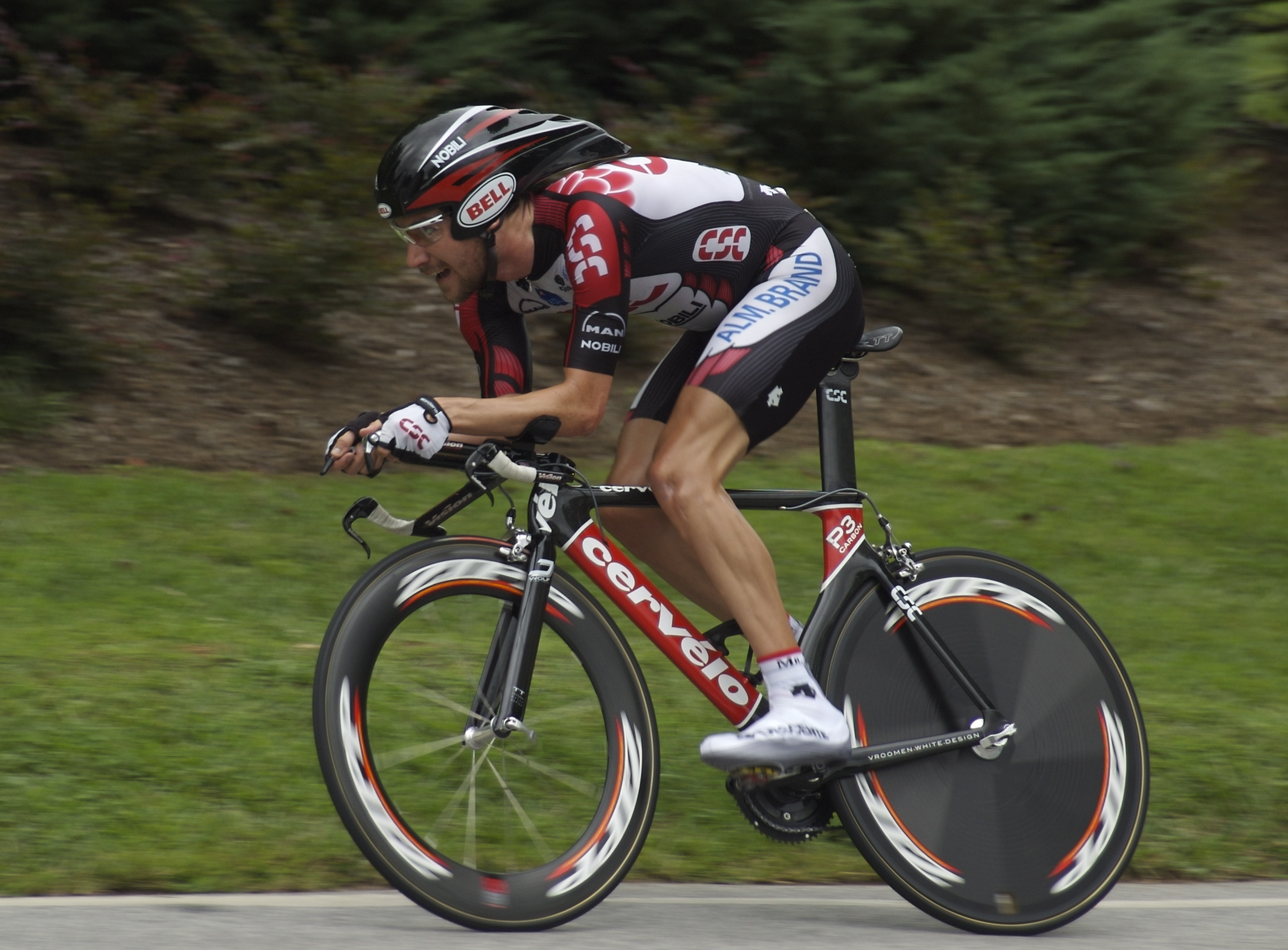
David Zabriskie op een speciale, aerodynamische tijdritfiets.

Een individuele tijdrit is een discipline in de wielersport, waarbij een renner individueel zo snel mogelijk een parcours af moet leggen. In het Frans spreekt men van een contre-la-montre (letterlijk: "tegen het horloge"), wat in het Nederlands vaak wordt vertaald als tegen de klok.
Individuele tijdritten zijn vaak belangrijke onderdelen in rittenkoersen, zoals de Ronde van Frankrijk. Voor het winnen van een dergelijke ronde is het noodzakelijk een zekere kwaliteit in het tijdrijden te bezitten. Ronderenners die goed kunnen tijdrijden doen de bergen dan ook vaker aan aanklampen, om in de tijdrit vervolgens hun voorsprong te pakken. De renners starten een voor een te beginnen met de laagst geplaatste van het individuele klassement, de tijd tussen de verschillende renners is telkens twee of drie minuten. Er mag geen gebruikgemaakt worden van de slipstream van een andere renner. Wanneer een renner een voor hem gestarte renner bijhaalt, mag de inhaler niet een tijdje in de slipstream rijden alvorens in te halen. Vervolgens mag de ingehaalde niet in de slipstream van de inhaler gaan rijden.
Aerodynamica is een belangrijke factor tijdens een tijdrit. Zo dragen renners vaak een speciale, gestroomlijnde helm en zitten ze op een tijdritfiets. Hoe langer de tijdrit, des te groter wordt de rol van het materiaal.

## Klimtijdritten en prologen
De meeste tijdritten zijn grotendeels vlak, of heuvelachtig, maar er bestaan ook klimtijdritten. Hierbij moet een flink hoogteverschil worden overwonnen. Vaak ligt de eindstreep ook bergop, het komt zelfs vaak voor dat de tijdrit enkel uit de beklimming bestaat. Tijdens een klimtijdrit rijden veel renners op een normale fiets, omdat de aerodynamica nauwelijks invloed heeft tijdens een klimtijdrit. Veelvoorkomend in tijdritten met een beklimming is dat renners die strijden om het bergklassement het rustig aan doen in de aanloop naar de klim, om vervolgens zo hard mogelijk op de beklimming te rijden. Vaak telt dit stuk namelijk ook mee voor de punten in het bergklassement.
Een proloog is ook een individuele tijdrit, maar deze is korter dan acht kilometer, en wordt voor de eerste etappe verreden. In de Ronde van Frankrijk is bijna elk jaar een proloog opgenomen, maar ook in veel andere rondes is een proloog een elk jaar terugkerend fenomeen.
Erkende tijdrijders in de Tour de France waren bijvoorbeeld Jacques Anquetil, bijgenaamd Monsieur Chrono, Eddy Merckx, Lance Armstrong, Fabian Cancellara, Erik Breukink, Bradley Wiggins en Chris Froome.